# ققنوس (مجموعه تلویزیونی ترکی)
ققنوس (به ترکی استانبولی: Zümrüdüanka) سریالی که در سال ۲۰۲۰ از شبکه فاکس ترکیه پخش شد.